# Harald Millgård

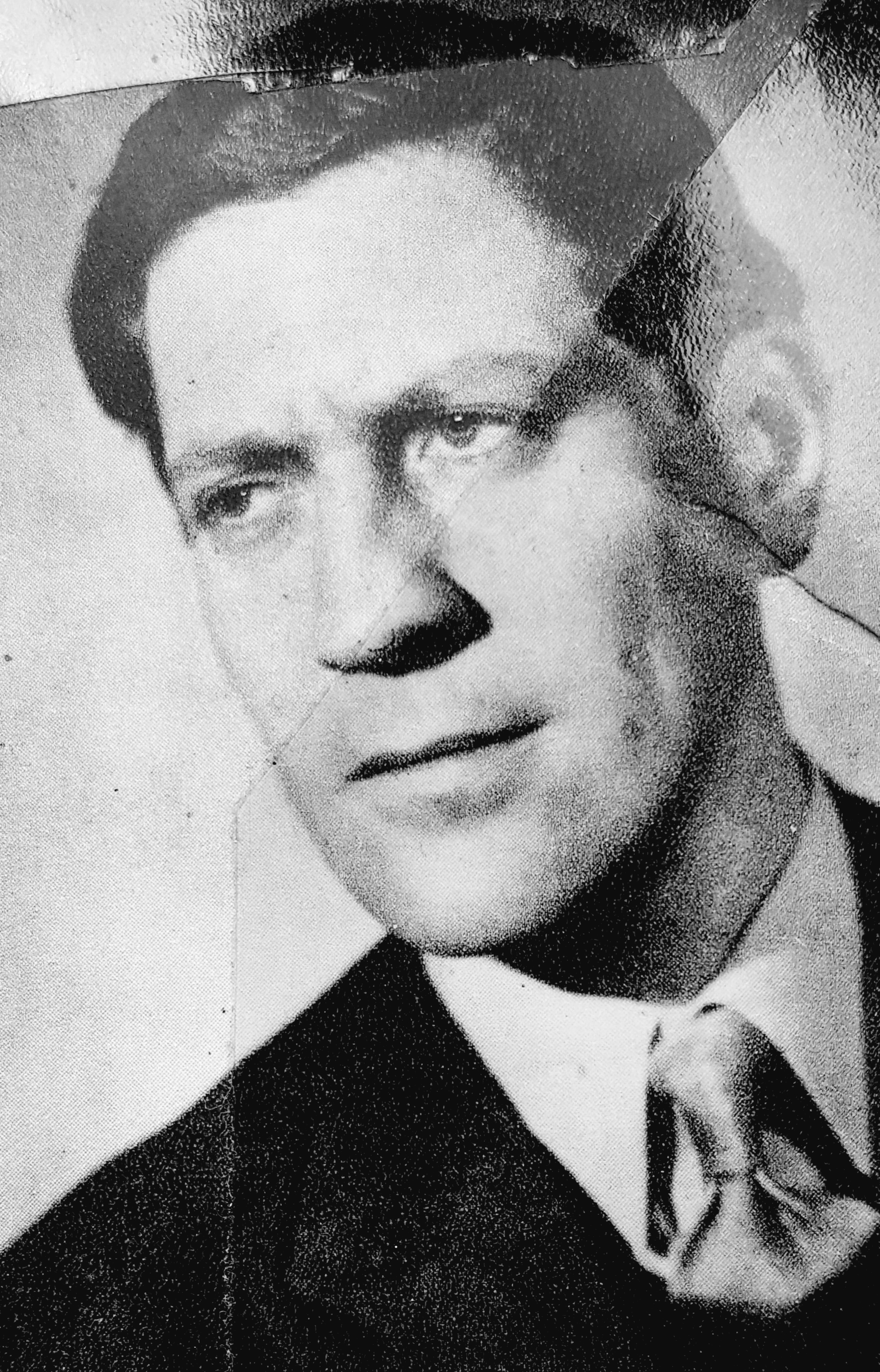
Harald Millgård 1947.

Harald Olof Millgård (folkbokförd Millgårdh), född 16 april 1912 i Åre församling, Jämtlands län, död 20 december 1991 i Stora Tuna kyrkobokföringsdistrikt, Borlänge kommun, Kopparbergs län, var en svensk flygjournalist, författare, sportflygare, fotograf och målare.
Han var son till Johan Millgårdh och Karin Gustava Andersson. Millgård anställdes som journalist vid Södra Dalarnes Tidning 1937. Tillsammans med Ville Sundin startade han tidskriften Dala-flyg 1938 och 1939 startade han den egna tidskriften  Sport-flyg som utgavs i Falun men tidskriften blev kortlivad på grund av andra världskrigets utbrott och endast ett nummer nådde marknaden.

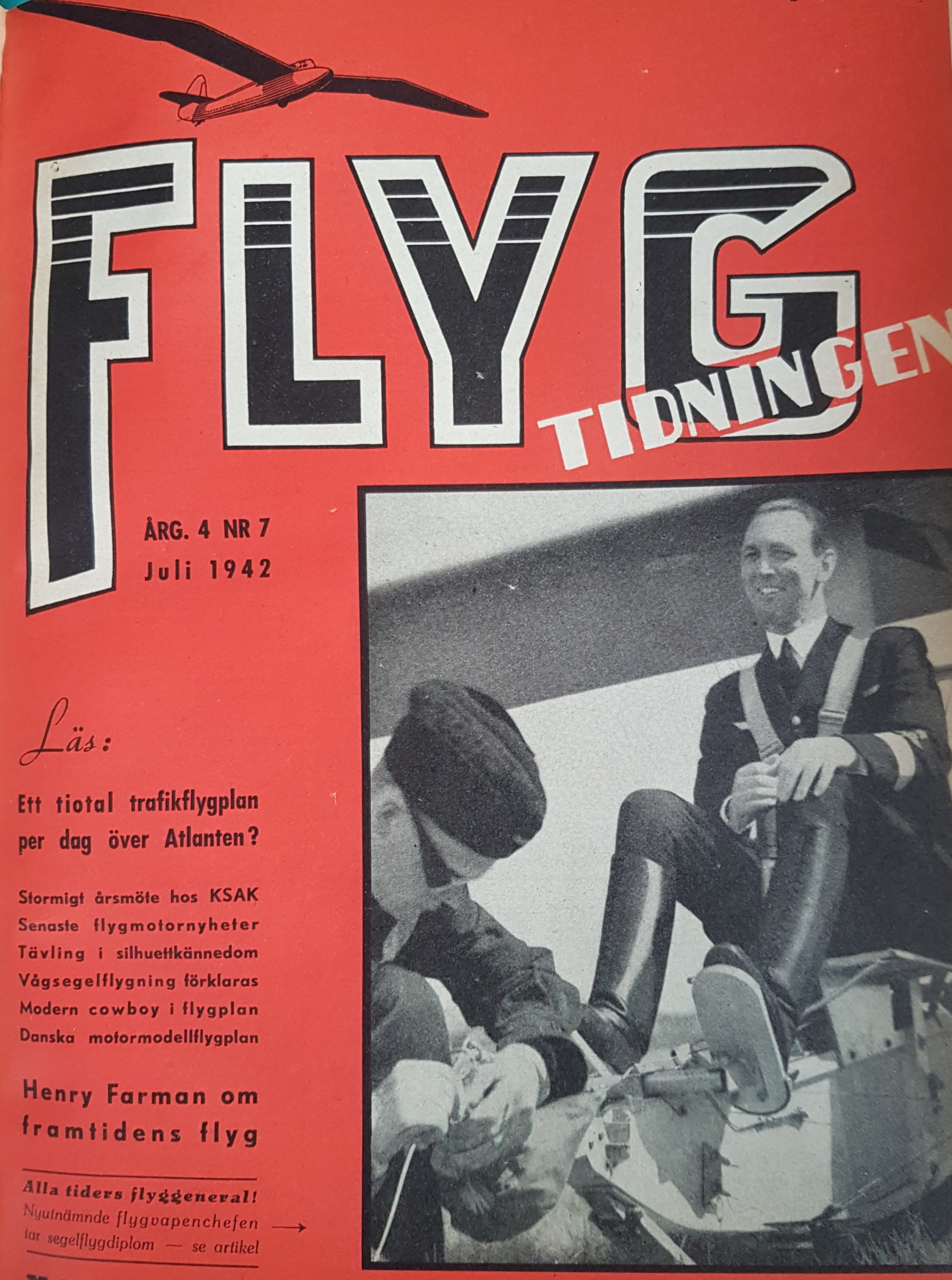
Bengt G:son Nordenskiöld fotograferad i samband med att han genomgår segelflygutbildning omslagsbild i Flyg tidningen 1942

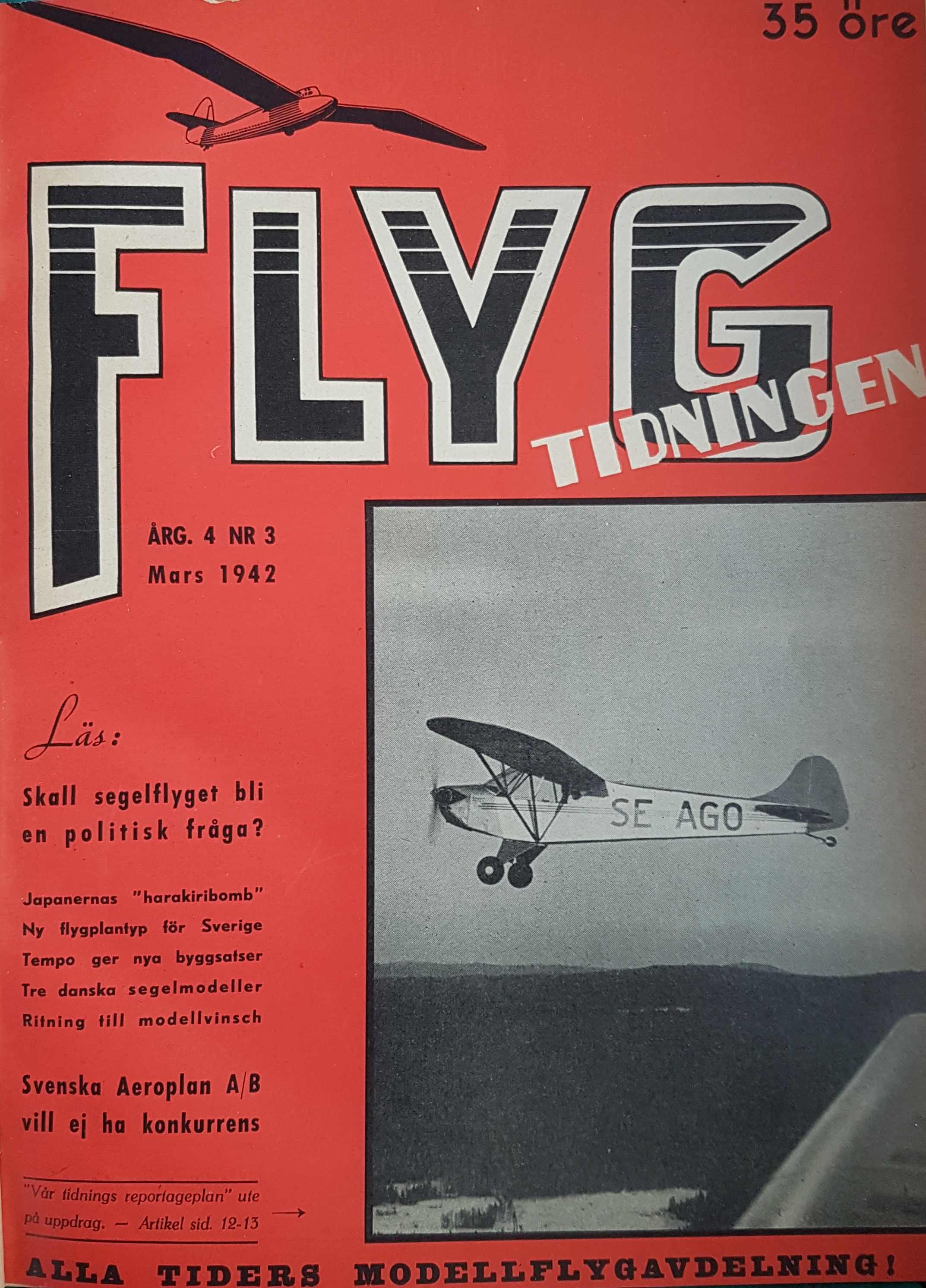
Flygplanet Taylor Cub J2 med registreringen SE-AGO som omslagsbild till Flyg tidningen 1942

Han gjorde ett nytt försök som flygjournalist 1940 när han blev redaktionssekreterare och senare redaktör för tidskriften Flyg tidningen, allt om flygning och flygare som utgavs i Malmö 1939-1942. I slutet av 1942 fick Bonniers ägda tidskriften Flygning-Flygpost utgivningsbeviset för namnet Flyg och Flyg tidningen tvingades byta namn till Svensk Flygtidnig där han fortsatte som redaktör. Tidningen bytte åter namn 1946 till Nordiska flygtidningen, den internordiska tidskriften för motorflyg som utgavs 1946-1948. När tidskriften upphörde skrev han artiklar i flera olika dags- och veckopresstidningar under olika signaturer (några av de kända och bekräftade signaturer han använde är Pro Mille och  Mille). Han arbetade även som spökskrivare och medförfattare i flera av bokförlaget Allhems flygböcker samt i bokserien  Ett år i luften som utgavs av flera olika förlag genom åren och i några årgångar av Segelflygets årsbok. Som fast skribent medverkade han i Flygrevyn, I alla väder Borlänge Tidning, Segelflygsport samt Bygd och natur. Förutom rena reportagebilder till de artiklar han skrev för olika tidningar utförde han rena fotouppdrag till Allhems specialböker över landsdelar, konstnärslexikonet samt Slott och herresäten. Som sportflygare sysslade han med segelflyg och motorflyg där han ofta var verksam som bogserpilot.

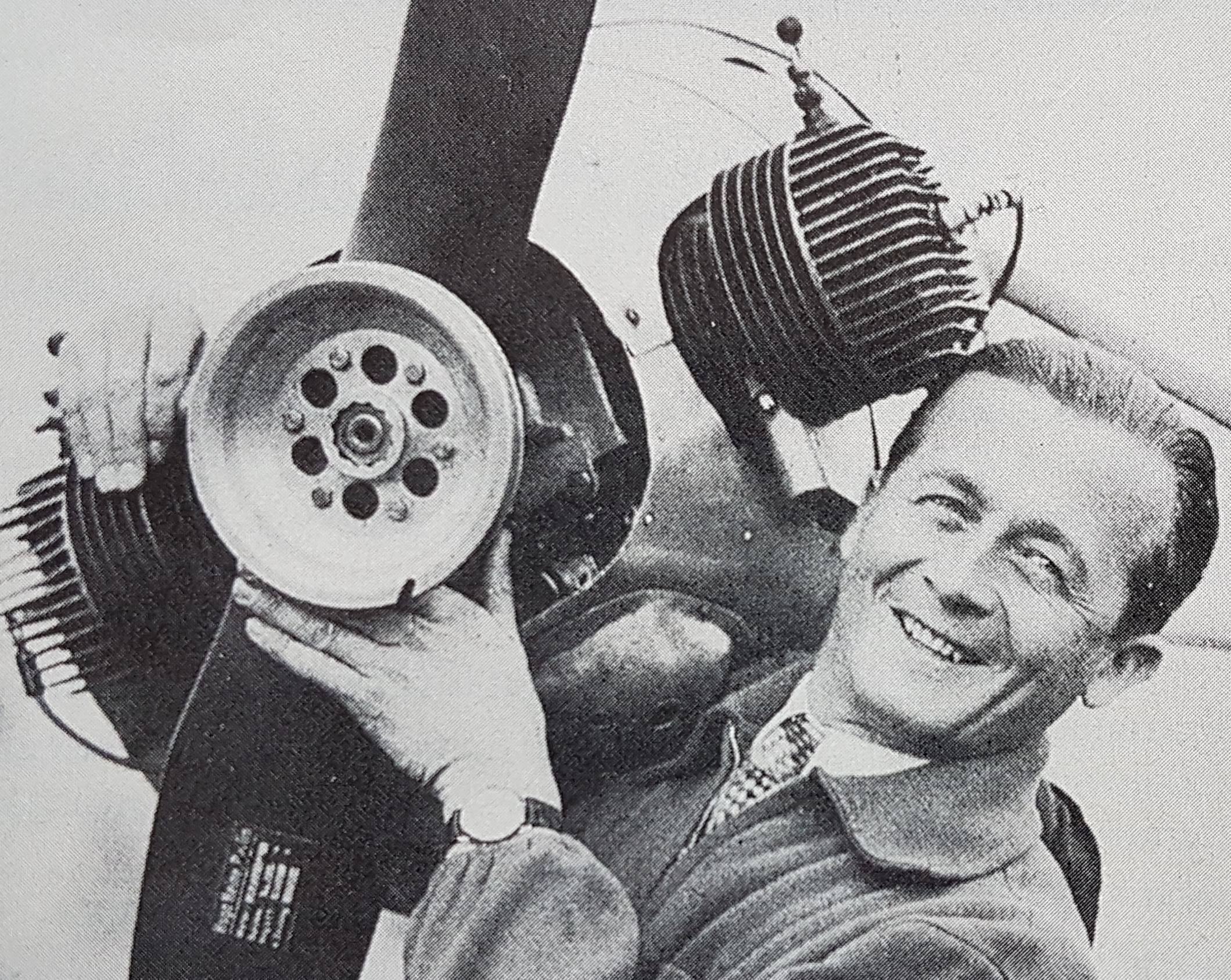
Peter Riedels med sin flygmotor

När Peter Riedel som var flygattaché vid tyska ambassaden i Stockholm fick ta del av dokument som beskrev förintelsen vid koncentrationslägren blev han förfärad av det han fick läsa och han överlämnade kopior av dokumenten till den amerikanska underrättelsetjänsten OSS i Stockholm. En god vän till Riedel förrådde honom och med hjälp av Millgård gick han under jorden i Sverige. När sedan Riedel fängslades och blev utvisad av de svenska myndigheterna blev bland annat Riedels flygmotor kvar i förvar hos Millgård. Som konstnär var Millgård autodidakt och utförde teckningar och målningar utförda i olja.